# Carlos Rosales
Carlos Arturo Rosales Gutiérrez (Lontué, 15 de enero de 1909 - Santiago, 4 de junio de 1997) fue un profesor y político chileno del Partido Socialista y posteriormente, del Partido Comunista. Diputado en cuatro periodos por la Novena Agrupación Departamental "Rancagua, Cachapoal, Caupolicán y San Vicente", Sexta Región, y por la Decimoséptima Agrupación Departamental "Concepción, Tomé, Talcahuano, Yumbel y Coronel", Séptima Región. 

## Biografía
Nació en Villa Prat, Lontué, el 15 de enero de 1909. Hijo de Guillermo Rosales Rojas y Belarmina Gutiérrez Varas.
Se casó el 20 de marzo de 1940 con Sulema Valverde Delgado con quien tuvo tres hijos; y en segundo matrimonio el 20 de marzo de 1987 con Olga Vera Cruz.
Realizó sus estudios superiores en la Escuela Normal donde se graduó de profesor en 1927.
Una vez egresado, ejerció en la escuela de Coronel, cargo del que fue destituido tras ser elegido regidor municipal.
Inició sus actividades políticas en 1933 al integrarse al Partido Socialista de Chile. Posteriormente, renunció a su partido para incorporarse al Partido Comunista de Chile. Fue el fundador del Periódico "El Obrero".
En 1939 fue elegido diputado por la Decimoséptima Agrupación Departamental "Tomé, Concepción, Talcahuano, Yumbel y Coronel", hasta 1941. Reemplazó al diputado Rolando Merino Reyes (quien fue nombrado ministro de Estado) tras triunfar en las elecciones complementarias celebradas 28 de septiembre de 1939, venciendo el candidato de la Alianza Popular Libertadora, Miguel Chamorro Araya. Tomó posesión de su cargo el 29 de noviembre de 1939. Fue diputado reemplazante en la Comisión Permanente de Defensa Nacional.
En 1945 fue elegido diputado por la Novena Agrupación Departamental "Rancagua, Caupolicán, San Vicente y Cachapoal", período 1945-1949. Diputado reemplazante en la Comisión Permanente de Gobierno Interior; en la de Relaciones Exteriores; en la de Educación Pública; y en la de Trabajo y Legislación Social. Fue integrante de la Comisión Permanente de Constitución, Legislación y Justicia.
En 1961 fue nuevamente electo diputado por la Novena Agrupación Departamental "Rancagua, Caupolicán, San Vicente y Cachapoal, período de 1961 a 1965. Integró la Comisión Permanente de Asistencia Médico-Social e Higiene; y fue diputado reemplazante en la Comisión Permanente de Gobierno Interior.
En 1969 fue reelecto diputado por la por la Novena Agrupación Departamental, período 1965-1969. Integró la Comisión Permanente de Agricultura.
Falleció en Santiago, el 4 de junio de 1997.